# Scardamia chrysolina
Scardamia chrysolina är en fjärilsart som beskrevs av Edward Meyrick 1892. Scardamia chrysolina ingår i släktet Scardamia och familjen mätare. Inga underarter finns listade.